# Bembix diversipennis
Bembix diversipennis  (лат.) — вид песочных ос рода Bembix из подсемейства Bembicinae (Crabronidae). Обнаружены в южной, центральной и восточной Африке: ЮАР, Ангола, Зимбабве, Конго Сомали, Того, Эфиопия. Среднего размера осы: длина тела около 2 см (самки до 27 мм). Тело коренастое, чёрное с развитым жёлтым рисунком. Лабрум вытянут вперёд подобно клюву. В качестве жертв, как и другие сходные виды своего рода, предположительно используют мух. Вид был впервые описан в 1873 году английским энтомологом Фредериком Смитом (Frederic Smith, 1805—1879) по материалам из Анголы.